# 1717 Arlon

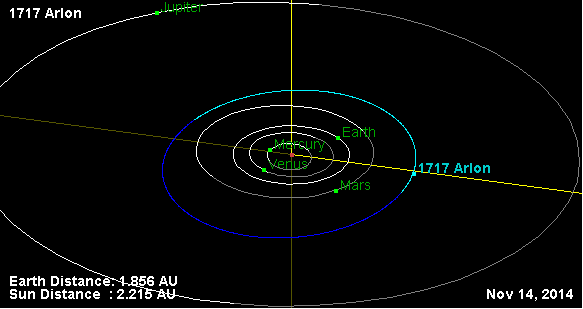
Órbita de 1717 Arlon

Arlon (asteróide 1717) é um asteróide da cintura principal, a 1,9133963 UA. Possui uma excentricidade de 0,1286555 e um período orbital de 1 188,54 dias (3,25 anos).
Arlon tem uma velocidade orbital média de 20,09949931 km/s e uma inclinação de 6,19124º.
Esse asteróide foi descoberto em 8 de Janeiro de 1954 por Sylvain Arend.